# Champs (Orne)
Champs foi uma comuna francesa na região administrativa da Normandia, no departamento de Orne. Estendia-se por uma área de 4,91 km². Em 2010 a comuna tinha 108 habitantes (densidade: 22 hab./km²).
Em 1 de janeiro de 2016, passou a formar parte da nova comuna de Tourouvre au Perche.